# وادي الملح كوخرد
 وادي الملح كوخرد    ، (بالفارسية: دره نمکی کوخرد ، بالإنجليزية:    Valley Salt Kukherd) ، يقع في الجزء الجنوب الشرقي  من ناحية كوخرد  من توابع مقاطعة بستك  في محافظة هرمزگان في جنوب إيران.

## جبل خآب
- وادي الملح يقع في شمال الشرقي لـ جبل خآب في مجرى نهر مهران العظيم، وبها «منجم ملح كوخرد» ، يعتبر أكبر منجم    لاستخراج ملح الطعام، ويعتبر أحد أقدم المناجم الملحية في  منطقة  بخش كوخرد   و توابعها، التي استمرت في إنتاج الملح لفترات طويلة وحتى يومنا هذ.[1]

يبعد « وادي الملح » عن  «مدينة كوخرد»   بحوالي 6 كيلومترات وهو أشهر أودية المنطقة، وهو يعد من الأودية الجنوبية الدائمة الجريان والذي جعل من شهرته بأنه يأتي على قائمة ذكر أودية ناحية كوخرد.

## روعة المكان
وتكمن روعة هذا الوادي في وجود البرك المائية الملحية الكبيرة التي تتجمع وسط التكوينات كتل الملحية  على مدار العام وهي أبرز مقومات الجذب الزوار لهذا الوادي حيث نجد أن معظم الزوار يقضون معظم أوقات فراغهم حول هذه البرك الجميلة نتيجة لروعة الموقع المحيط بها.